# Viva Piñata
Viva Piñata és un joc de simulació de vida desenvolupat per Rare, per la videoconsola Xbox 360. El projecte va ser dirigit per Gregg Mayles i l'equip darrere de la saga Banjo-Kazooie, basats en una idea de Tim Stamper. Malgrat els rumors sobre el títol que circulaven entre els aficionats des de fa algun temps, Viva Piñata va ser oficialment anunciat el 15 de març del 2006, i primerament llançat en novembre del 2006.
Una versió per a Windows fou lliurada en novembre del 2007. La seqüela per la Xbox 360, Viva Piñata: Trouble in Paradise, va ser lliurada en el 2008. Una versió del joc lleugerament expandida per a Nintendo DS anomenada Viva Piñata: Pocket Paradise també fou lliurada en el 2008.

## Jugabilitat
Viva Piñata és un videojoc de simulació de vida en primera persona en què el jugador restaura i tendeix a un jardí descuidat de l'illa de Pinyata. El jugador utilitza eines de jardineria, com pales i regs, per llaurar el jardí, sembrar llavors, fer estanys i esculpir el jardí al seu gust. Quan es compleixen certs requisits, el jardí atraurà un tipus en blanc i negre d'una determinada espècie de pinyata. Després de complir els requisits addicionals, la pinyata es convertirà en resident, convertint-se en una versió en color.
Una vegada que dues pinyates de la mateixa espècie siguin residents i es compleixin els seus requisits d'aparellament, poden realitzar un ball de "romanç". Si el jugador completa un minijoc de laberint, el romanç es tradueix en un ou de pinyata infantil, que es lliura a la cigonya. Les pinyatas no són de gènere i, per tant, es poden aparellar dues pinyatas de la mateixa espècie. Una vegada que una espècie de pinyata ha romàs amb èxit, el jugador pot utilitzar una drecera de caramels per evitar els seus requisits originals de romanç. El jugador pot eclosionar l'ou o enviar-lo a un altre jugador de Xbox Live. Els antagonistes del joc inclouen els "Rufians" liderats pel Professor Pester i "pinyates àcides" que de tant en tant entren al jardí del jugador amb l'única intenció de fer estralls: menjar llavors, deixar caure llaminadures verinoses i destruir objectes. El jugador pot amanir les pinyates àcides construint tanques al seu voltant. De vegades, les males herbes poden brollar al jardí del jugador i es propagaran ràpidament per destruir les files vegetals si el jugador no les mata a temps.
El joc inclou seixanta tipus de pinyatas. Hi ha certs animals "pinyatarívors", i han de menjar altres pinyates per esdevenir residents o reproduir-se. Una cadena alimentària (denominada el donut de la vida) existeix, amb una sèrie d'espècies pinyata que tenen una o dues altres que es consideren preses. Quan aquestes pinyates visiten el jardí, devoren els residents del jardí per satisfer els seus requisits de residència. Una vegada que els pinyates siguin residents, no es menjaran entre ells, tret que el jugador ho aconsella, tot i que les lluites poden sortir entre els residents que no comparteixen la relació depredador-presa. Les pinyates moren quan estan obertes, ja siguin de la predacitat d'una altra pinyata, de l'èxit de la pala del jugador o del Professor Pester, o després d'una estesa malaltia. Les pinyates mortes perden els seus accessoris equipats.

## Rebuda
Viva Piñata va rebre comentaris "generalment favorables", segons el lloc web Metacritic. Gairebé un any després del seu llançament, Justin Cook, de Rare, va dir que el joc havia venut unes 500.000 còpies.
Els crítics van elogiar els gràfics per unanimitat. Justin Calvert de GameSpot va afirmar que l'atenció als detalls era "uniformement impressionant", i va afirmar que els gràfics eren cohesius. Erik Brudvig d'IGN va descobrir que la desacceleració gràfica del joc durant els seus freqüents canvis automàtics era sorprenent, tot i que va elogiar la presentació en general. Andrew Taylor de Official Xbox Magazine va felicitar l'ús vibrant dels colors i l'atenció als detalls. Will Tuttle de Team Xbox d'altra banda, els colors eren "vívidament vibrants" i l'estètica del disseny "extraordinàriament atractiva", encara que també va trobar frustrant l'alentiment automàtic. Gerald Villoria de GameSpy va afirmar que els gràfics eren "impressionants", i va assenyalar que les paletes de colors de les pinyates van donar l'aparença que es "esvaïa directament d'un xou animat".
Els crítics van felicitar diversos aspectes del joc. Calvert va gaudir de les àmplies opcions de personalització i un gran nombre de variacions de pinyata, afirmant que el propi joc era "sedós". Brudvig va assenyalar que hi havia una "tona per fer"; va elogiar el foment del descobriment i va afirmar que estava "constantment ple de moments on es troba alguna cosa nova per fer". Tuttle va felicitar la gran quantitat de pinyates, afirmant que la recerca de la gestió de tots els recursos és "molta feina". Villoria va elogiar la jugabilitat estratègica "sorprenentment profunda", dient que era una de les experiències més "entretingudes i satisfactòries" de l'Xbox 360.
Viva Piñata va ser nominat per a sis premis per part de l'Academy of Interactive Arts and Sciences per al seu 10è Premis Anual que cobria el 2006. La partitura musical de Grant Kirkhope va ser nominat a la partitura original dels premis BAFTA de 2007. El joc va ser nominat per al "Millor Joc Original" als premis de "Millors Videojocs del 2006" de X-Play. Altres guardons inclouen un Parents' Choice Award de la Parents' Choice Foundation. i GameSpot va incloure el títol com un dels seus deu nominats pel premi "Joc de l'Any 2006", tot i que només va rebre el 3% del total de vots.

### Llegat
Una seqüela, Viva Piñata: Trouble in Paradise es va anunciar el maig del 2008 i es va llançar al setembre del mateix any. La seqüela afegeix més de 30 noves espècies de pinyata, un mode sandbox "Just for Fun" i nous modes de cooperació, així com nous entorns deserts i àrtics.
Rare va anunciar els seus plans per llançar una versió de Nintendo DS del joc al Comic-Con 2007. Posteriorment es va revelar que es titulava Viva Piñata: Pocket Paradise i es va publicar posteriorment al setembre de 2008. Els canvis clau inclouen un esquema de control que fa ús del llapis, així com la presència d'informació addicional contextual a la segona pantalla. El 30 d'octubre de 2007, un videojoc de festa spin-off, Viva Piñata: Party Animals va ser llançat per a la Xbox 360. Desenvolupat per Krome Studios, el joc presenta els personatges pinyata dels espectacles de televisió que competeixen en curses i prop de 50 minijocs de festa.